# Le Baptême de Clovis

Le Baptême de Clovis est une sculpture en bronze située à Reims.

## La petite histoire
La symbolique du baptême de Clovis dans l’histoire de France a, à l’époque, justifié la consultation des responsables parisiens de la culture de la France qui n’ont pas approuvé le projet de cette œuvre, la trouvant trop classique. La ville a toutefois maintenu son choix.

## Situation
L’œuvre est visible devant l’ancienne église Saint-Julien, près de la basilique Saint-Remi de Reims.
Elle a été installée en 1996 à l’occasion du XVe centenaire du baptême de Clovis. Elle devait être érigée derrière la cathédrale, aux abords immédiats des vestiges du baptistère officiellement localisé près du portail nord. Mais cet emplacement a été contesté et le maire de l’époque a retenu un autre site avec, finalement, l’accord de tous les intervenants.

## Description
Cette œuvre, en bronze, a une dimension de 2,50 mètres. Elle se présente sous la forme d’un homme représentant Clovis et saint Remi. Clovis est mains jointes et simplement vêtu d’un pagne court. Saint Remi tient une crosse est habillé d’un manteau de cérémonie et d’une mitre. Il bénit Clovis.
Au pied de la statue, le socle comprend un glaive et une couronne. L’ensemble statuaire repose sur un socle important qui reprend une inscription rappelant son objet, son auteur et son donateur/mécène.

## Visite papale
Le projet de statue, placé à l’entrée de la basilique Saint-Remi sur le passage du Pape, a été présenté au pape Jean-Paul II lors de sa venue le 21 septembre 1996 à Reims pour célébrer le XVe centenaire du baptême de Clovis.

## Signalisation
Elle fait l’objet d’une inscription sur le socle de la statue :
1996 XV centenaire Clovis baptisé à Reims par saint Remi
Sculpture de Daphné Du Barry
Offerte par Champagne Louis Roederer

## Auteure
Daphné Du Barry est née le 5 juillet 1950 à Arnhem, aux Pays-Bas. Elle a suivi des études de langues et de littérature moderne. Après une courte carrière dans la chanson de variété, elle étudie le dessin auprès du maître hongrois Akos Szabó pendant cinq ans à Paris. Puis se dirige vers la sculpture figurative classique. Elle a reçu de nombreux prix pour ses œuvres.